# ブロー・アウェイ
「ブロー・アウェイ」（Blow Away）は、ジョージ・ハリスンの楽曲である。1979年2月にアルバム『慈愛の輝き』からの先行シングルとして発売された。全英シングルチャートで最高位51位、Billboard Hot 100で最高位16位を獲得した。その後、『ダーク・ホース 1976-1989』や『レット・イット・ロール ソングス・オブ・ジョージ・ハリスン』などのコンピレーション・アルバムにも収録された。

## 背景・レコーディング
「ブロー・アウェイ」は、ある雨の日にハリスンが書いた楽曲で、アルバムのために最初に書いた楽曲となっている。ハリスンは、「ある日、庭にいたらすごい土砂降りになって、それでがっかりしている自分に突然気づいた。天候の変化に影響されている自分にね。忘れてはならないのは、自分の周囲のあらゆるものが変化しても、内なる魂は変わらないということさ」と語っている。
レコーディングは、アルバムの他の収録曲と同じくフライアー・パークで行なわれ、演奏にはニール・ラーセン（エレクトリックピアノ）、アンディ・ニューマーク（ドラム）、ウィリー・ウィークス（ベース）、レイ・クーパー（パーカッション）、スティーヴ・ウィンウッド（ハーモニウム）、デル・ニューマン（ストリングス）が参加している。

## ミュージック・ビデオ
「ブロー・アウェイ」のミュージック・ビデオは、ニール・イネスが監督を務めた作品で、巨大なアヒルの横で演奏したり、軽いダンスをするなどの演出がなされた。
2019年2月15日に公式YouTubeチャンネルで公開された。

## 評価
『ビルボード』誌は、本作について「ボーカルと歌詞が最高」「キャッチーなメロディに合わせて、ハリスンのギターがテンポ良く鳴り響く」と評している。
「ブロー・アウェイ」は、全英シングルチャートで最高位51位を獲得した。カナダのRPM 100 Singlesでは最高位7位、アメリカのBillboard Hot 100では最高位16位、Easy Listeningチャートでは最高位2位を獲得した。
2010年、AOL Radioのリスナーが選んだ「10 Best George Harrison Songs」では、「マイ・スウィート・ロード」に次ぐ2位にランクインしている。「ブロー・アウェイ」は、『ダーク・ホース 1976-1989』（1989年）や『レット・イット・ロール ソングス・オブ・ジョージ・ハリスン』（2009年）などのコンピレーション・アルバムにも収録されている。なお、iTunes Storeで配信されている『慈愛の輝き』には、本作のデモ音源が追加収録されている。

## クレジット
※出典（特記を除く）
- ジョージ・ハリスン - ボーカル、12弦アコースティック・ギター、スライドギター、エレクトリック・ギター、バッキング・ボーカル
- ニール・ラーセン - エレクトリックピアノ
- アンディ・ニューマーク - ドラム
- ウィリー・ウィークス - ベース
- レイ・クーパー（英語版） - パーカッション
- スティーヴ・ウィンウッド - ハーモニウム[3]
- デル・ニューマン（英語版） - ストリングス

## チャート成績

### 週間チャート
| チャート (1979年)                    | 最高位 |
| ------------------------------------ | ------ |
| オーストラリア (Kent Music Report)   | 30     |
| カナダ (CRIA)                        | 16     |
| Canada Adult Contemporary (RPM)      | 5      |
| Canada Top Singles (RPM)             | 7      |
| ニュージーランド (Recorded Music NZ) | 30     |
| UK シングルス (OCC)                  | 51     |
| US Easy Listening (Billboard)        | 2      |
| US Billboard Hot 100                 | 16     |
| US Cash Box Top 100                  | 12     |

### 年間チャート
| チャート (1979年)         | 最高位 |
| ------------------------- | ------ |
| Canada Top Singles (RPM ) | 75     |
| US Cash Box Singles       | 99     |